# Kreuzauffindung (Elsig)

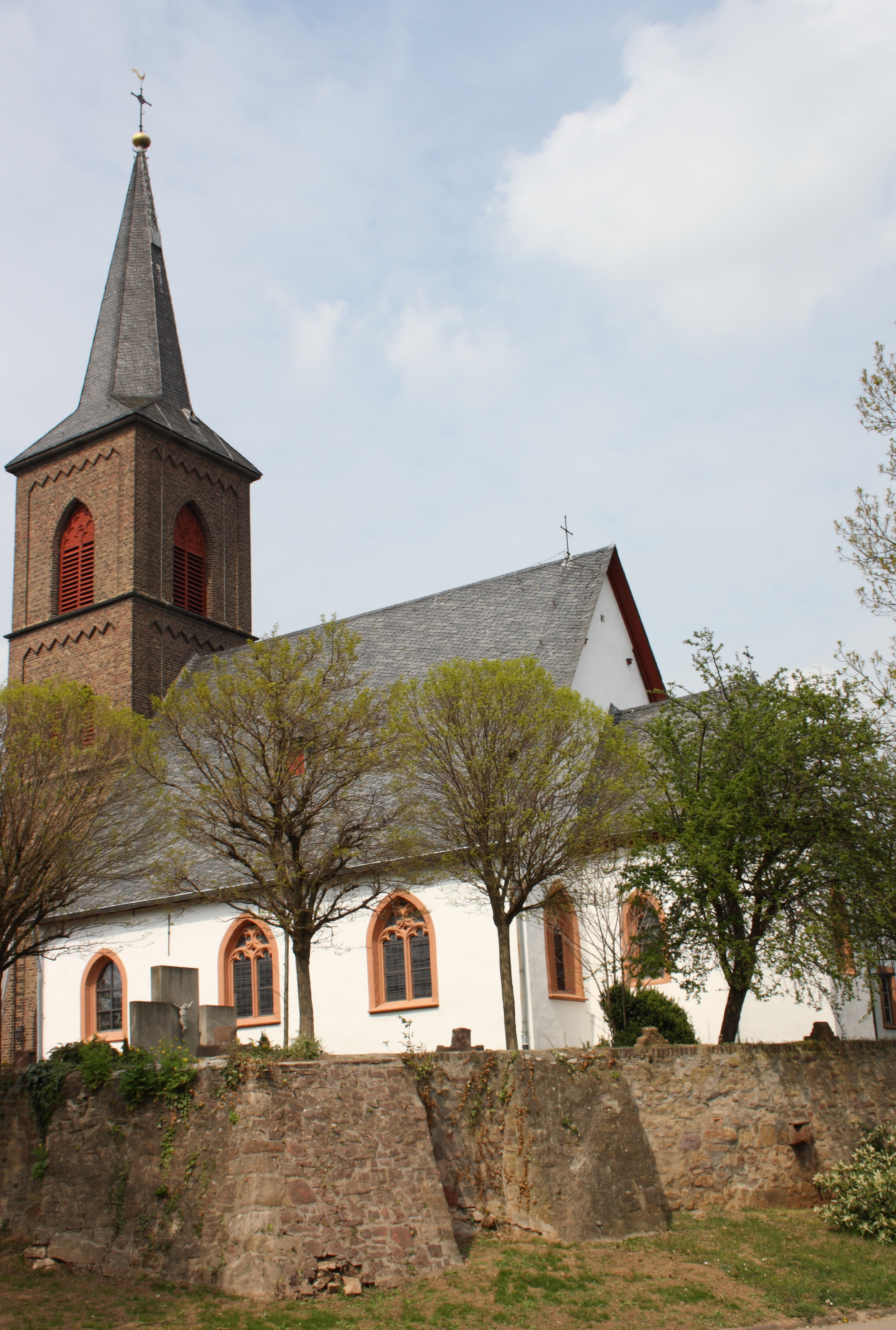
Katholische Pfarrkirche Kreuzauffindung in Elsig

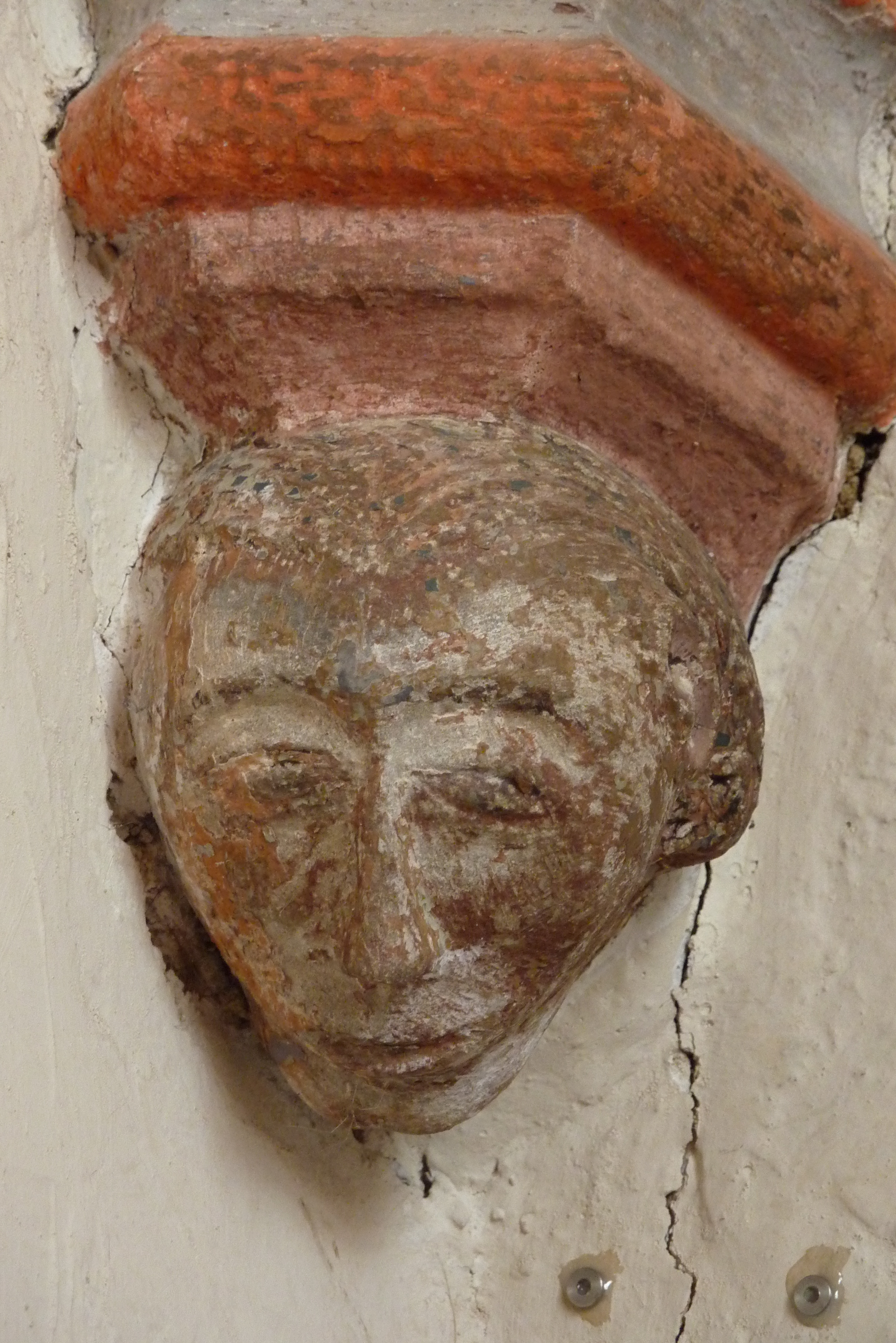
Katholische Pfarrkirche Kreuzauffindung, Konsole

Die katholische Pfarrkirche Kreuzauffindung in Elsig, einem Stadtteil von Euskirchen im Kreis Euskirchen (Nordrhein-Westfalen), geht in ihrem Ursprung auf eine romanische Basilika aus dem 11./12. Jahrhundert zurück. Im 14. und 15. Jahrhundert wurde sie im Stil der Gotik umgebaut. In der Kirche haben sich Wand- und Gewölbemalereien erhalten, die in das 14. und 16. Jahrhundert datiert werden. Bedeutendstes Ausstattungsstück ist ein Flügelaltar aus dem späten 15. Jahrhundert.

## Patrozinium
Das Patrozinium der Kreuzauffindung erinnert an die Legende der Wiederauffindung des Kreuzes Christi durch die hl. Helena, der Mutter Kaiser Konstantins. Eine weitere Bezeichnung für „Kreuzauffindung“ ist die „Kreuzerhöhung“.

## Geschichte
Der Ursprungsbau der Kirche wird ins 11./12. Jahrhundert datiert. Erstmals erwähnt wurde die Kirche um 1300 im Liber valoris, dem Güterverzeichnis der Kölner Erzbischöfe. Im 14. Jahrhundert wurde die romanische Apsis durch den heutigen Chor ersetzt. In der zweiten Hälfte des 15. Jahrhunderts entstand das heutige Langhaus mit den beiden Seitenschiffen und dem gleich hohen Mittelschiff. 1868 wurde der Westturm errichtet, bei dessen Fundamentarbeiten man auf römische Mauerreste stieß. 1954/55 wurden unter der barocken Übertünchung die Wand- und Gewölbemalereien entdeckt und wieder freigelegt.

## Architektur
Die Kirche ist aus verputztem Bruchstein errichtet. Der Westturm ist in Backstein ausgeführt.

## Innenraum
Der heutige Bau ist eine dreischiffige Hallenkirche mit eingezogenem, dreiseitig geschlossenem Chor. Der Triumphbogen und die unteren Teile des westlichen Joches sind noch vom romanischen Bau erhalten. Die beiden Seitenschiffe und das Mittelschiff sind mit Kreuzrippengewölben gedeckt.

## Malereien

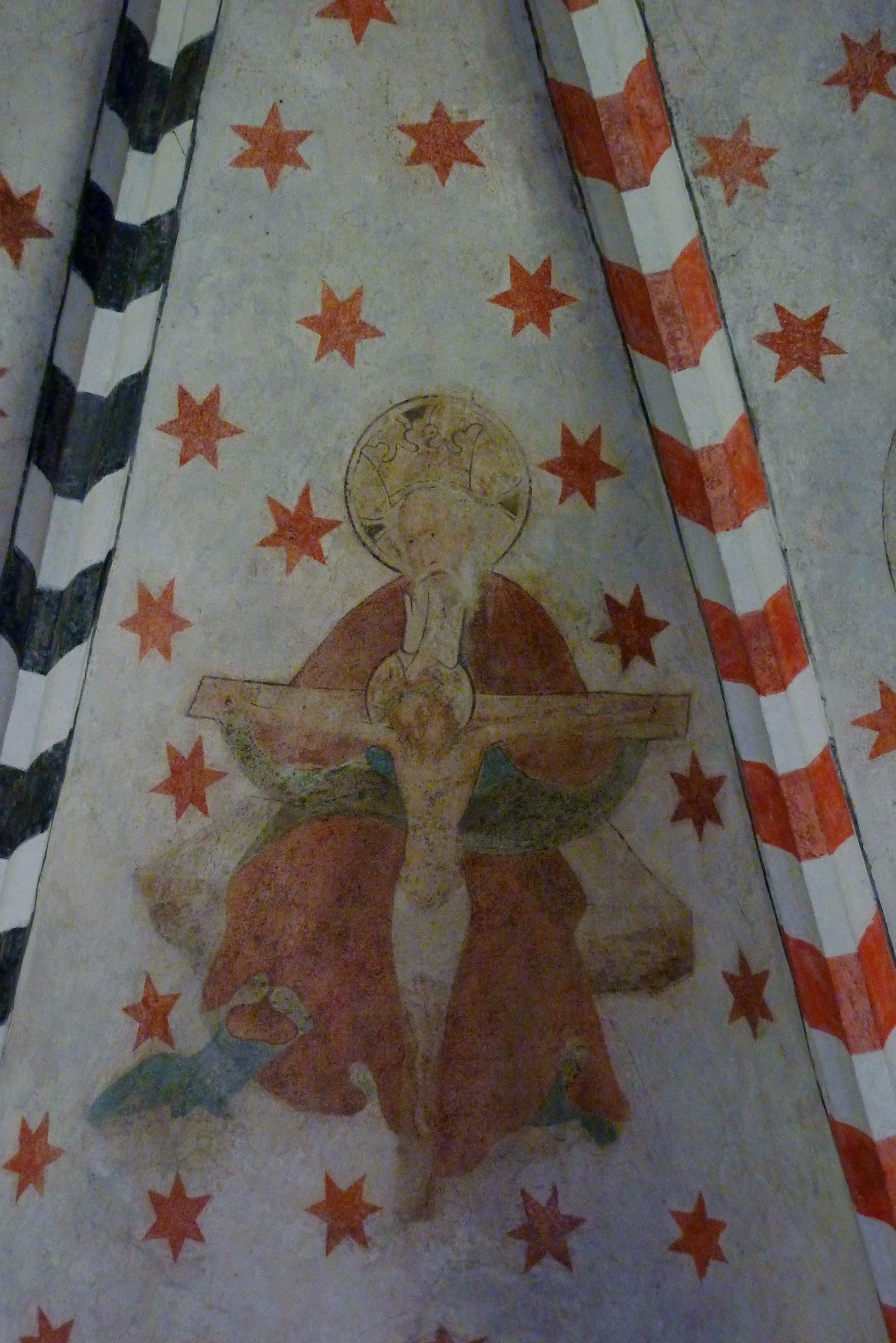
Katholische Pfarrkirche Kreuzauffindung, Gewölbemalerei um 1510/1520 mit der Darstellung des Gnadenstuhls

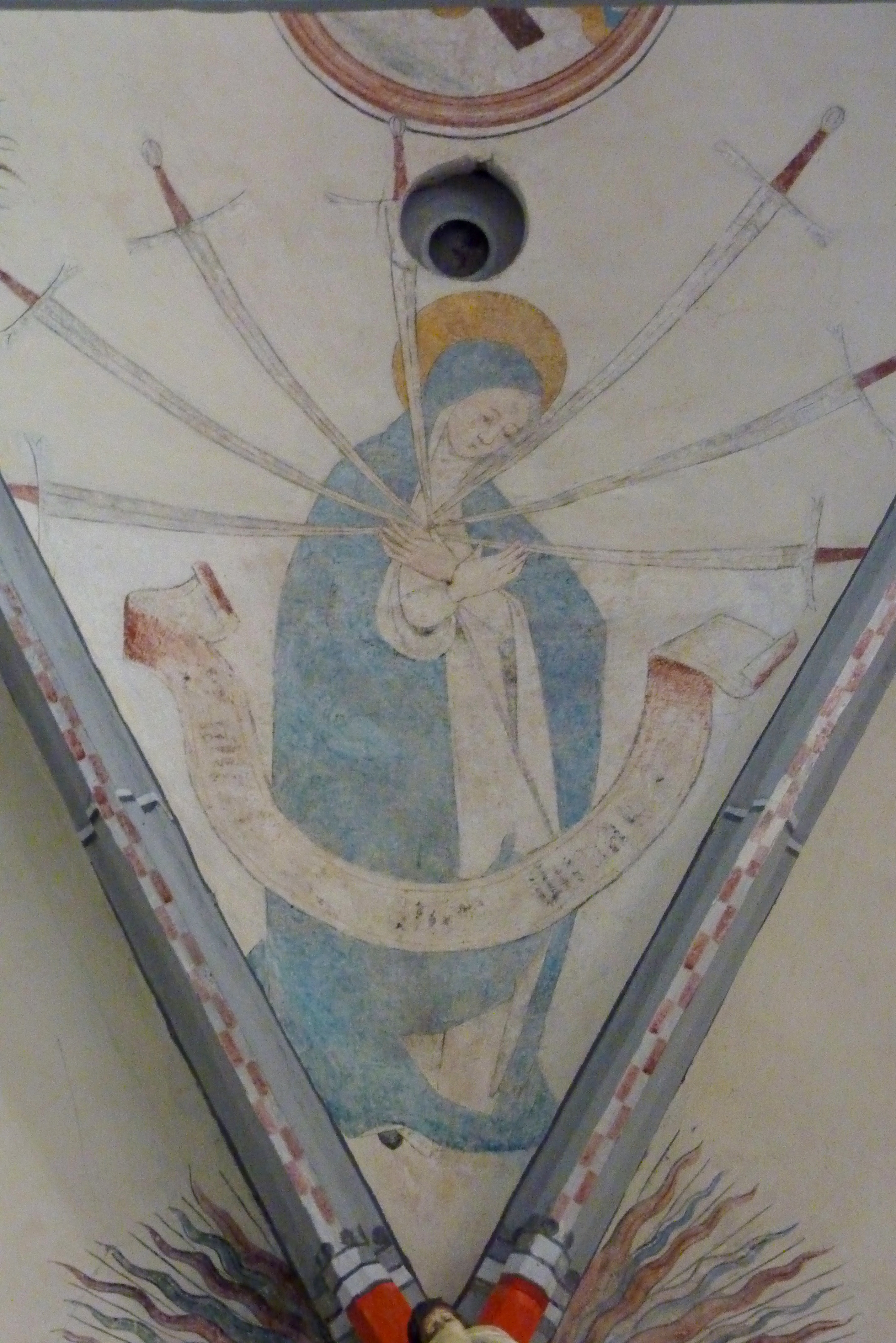
Pfarrkirche Kreuzauffindung, Gewölbemalerei von 1510/1520 mit der Darstellung der Schmerzensmutter Maria, deren Herz von sieben Schwertern durchbohrt wird

Bei der Freilegung der Malereien wurden drei Bildschichten übereinander vorgefunden. Es wurde die unterste und am besten erhaltene Schicht konserviert. Die ältesten Malereien befinden sich im Chor und stammen aus dem späten 14. Jahrhundert. Sie werden einem anonymen Kölner Meister zugeschrieben. Im Chorgewölbe befindet sich eine Darstellung des Gnadenstuhls, eine Dreifaltigkeitsdarstellung mit Gottvater, Christus am Kreuz und der Taube, dem Symbol des Heiligen Geistes. In den vier umgebenden Medaillons werden die Evangelistensymbole dargestellt, in den Feldern darunter befinden sich die Darstellungen der Apostel. Sie sind um den Altar angeordnet und umstehen Christus bei der Eucharistiefeier.
Die Gewölbemalereien des östlichen Mittelschiffjochs haben die Sieben Schmerzen Mariens zum Thema und gelten als niederländisch beeinflusst. Sie werden einem Kölner Meister zugeschrieben und um 1510/1520 datiert. Zentrale Figur ist die Schmerzensmutter Maria, deren Herz von sieben Schwertern durchbohrt wird. Die runden Medaillons stellen die sieben Schmerzen Mariens dar: Beschneidung Jesu, Flucht nach Ägypten, der zwölfjährige Jesus unter den Schriftgelehrten, Kreuztragung und Kreuzigung Christi, Kreuzabnahme, Grablegung.
Auf der südlichen Seitenschiffswand werden die hl. Barbara und die hl. Margaretha dargestellt, an der Nordwand die Beweinung Christi und das Martyrium des hl. Sebastian. Letzteres ist nur noch fragmentarisch erhalten und erinnert an das berühmte Gemälde von Hans Memling.
Ähnlich wie in St. Georg im benachbarten Frauenberg werden die Vier Marschälle Gottes dargestellt, die im Rheinland besonders verehrt wurden und auch als „Kölner Marschälle“ bezeichnet werden. An der Nordseite: Antonius und Quirinus; an der Südseite: Hubertus und Cornelius. Diese Malereien werden um 1520/1530 datiert und dem mittelrheinischen Einfluss zugeordnet.

## Fenster
Das erste Fenster im südlichen Seitenschiff stellt den Erzengels Michael dar, der den Drachen besiegt. Es ist den Gefallenen des Ersten Weltkriegs gewidmet. Zwei Fenster im Chor sind im gleichen Stil geschaffen. Das zentrale Chorfenster stellt im oberen Feld die Dreifaltigkeit dar. Das südliche Chorfenster stellt die hl. Agatha von Catania dar, die in der einen Hand einen Palmzweig und in der anderen Hand eine rote Zange, die Symbole ihres Martyriums, hält. Dieses Fenster weist die Signatur des Glasmalers Felix Xaver Reuter aus Köln und die Jahreszahl 1924 auf.
Im Eingangsbereich auf der Nordseite wird in einem modernen Fenster der Teufel dargestellt.
Die modernen, ornamentalen Bleiglasfenster wurden nach Entwürfen von Paul Weigmann (1924–2009) hergestellt.

## Ausstattung
Der nördliche Seitenaltar besitzt ein Triptychon, dessen Erzählstil und Farbigkeit auf den niederländischen Einfluss verweist, der die Kölner Malerei des späten 15. Jahrhunderts prägte. Es wird auf die Zeit um 1485 datiert. In geschlossenem Zustand stellen Szenen in Grisaille-Malerei den Gnadenstuhl und die Marienkrönung dar. Das geöffnete Retabel weist in der Mitte einen Kalvarienberg auf. Auf den Flügeln sind die Passionsszenen dargestellt. Auf der linken Seite: Christus am Ölberg, Geißelung, Dornenkrönung, Kreuzannagelung; auf der rechten Seite: Grablegung, Christus erscheint den Frauen, Auferstehung, Höllenfahrt Christi.